# Scandale de Notre-Dame
Pour les articles homonymes, voir Notre-Dame.

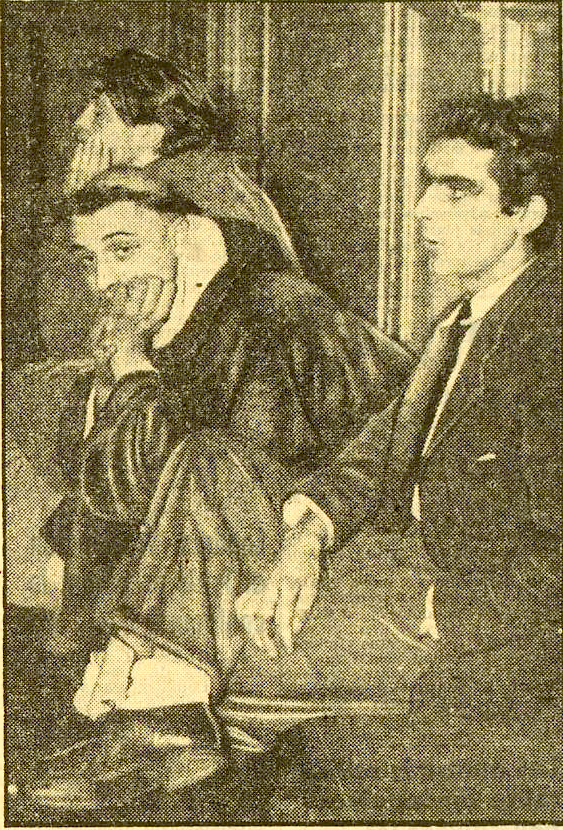
Serge Berna, Michel Mourre, Ghislain Desnoyers de Marbaix, au moment de leur arrestation, photo publiée dans Combat, 12 avril 1950.

Le scandale de Notre-Dame est un acte d’agitation anticlérical effectué le 9 avril 1950 (jour de Pâques), durant l'office célébré en la cathédrale Notre-Dame de Paris, par Michel Mourre, Serge Berna, Ghislain Desnoyers de Marbaix, Jean-Louis Brau, Claude-Pierre Matricon et Jean Rullier notamment, appuyés de comparses venus de Saint-Germain-des-Prés tout proche, membres les plus radicaux du mouvement avant-gardiste lettriste rassemblé depuis 1946 autour d'Isidore Isou et Gabriel Pomerand.

## Description
Vers 11 h 10, Michel Mourre, habillé en moine dominicain et assisté par ses soutiens, profite d'un intervalle entre la grand-messe pontificale célébrée par Maurice Feltin, archevêque de Paris, et le prêche du révérend père Michel Riquet, pour monter en chaire, s'emparer du micro et entamer devant l'importante assistance la lecture du texte blasphématoire inouï sur la mort de Dieu où un nietzschéisme radical le dispute à l'athéisme exalté de Serge Berna, son auteur. Le discours sera toutefois interrompu avant la fin par les grandes orgues déclenchées en urgence par l'abbé Lenoble, vicaire de Notre-Dame, qui avait été informé d'un possible trouble à venir. Une échauffourée s'ensuit, un coup de hallebarde est asséné par le bedeau et les principaux acteurs du commando en fuite n'échappent au lynchage qu'à la faveur de l'intervention de la police. Sont ainsi arrêtés et conduits au commissariat du quartier Saint-Gervais, outre Michel Mourre, l'étudiant Jean Rullier, le décorateur Guillain Desnoyers de Marbaix et Serge Berna. Seul Mourre est écroué pour entrave au libre exercice des cultes,,.
Le scandale est énorme à l'époque, atteignant non seulement les quelque mille fidèles présents dans la cathédrale, mais aussi les milliers de téléspectateurs de la francophonie et ailleurs[réf. nécessaire] qui jouissaient de la nouveauté d'un service ecclésiastique télévisé. L'événement est rapporté le lendemain dans les principaux journaux français et étrangers et suscite à Paris un intense débat aussi bien dans la presse que dans les cafés,.
Pendant qu'on décide du sort de l'inculpé, des voix éminentes de la culture, de l'Église et de l'État débattent dans les journaux des mérites ou non de cette provocation. En particulier, le journal Combat, célèbre organe issu de la Résistance, qui après avoir commencé par condamner l'action, va ensuite consacrer au sujet, durant huit jours, de très nombreux articles, reportages, et tribunes ouvertes à des personnalités aussi diverses que Jean Paulhan, Louis Pauwels, André Breton, Pierre Emmanuel, Thierry Maulnier, Luc Estang, Maurice Nadeau, Jean Cayrol, le commissaire de police ayant participé aux arrestations, le curé de Saint-Pierre de Chaillot, le couvent dominicain de Saint-Maximin, près de Toulon, où Mourre avait été un temps novice, Gabriel Marcel, Henri Jeanson, Marcel Aymé, la Fédération anarchiste, Jean Texcier, Benjamin Péret, René Char et Henri Pichette. Sans doute pour éviter d'amplifier l'affaire par un procès public retentissant, quelques jours plus tard, Michel Mourre, après avoir été soumis à l'examen d'un médecin psychiatre, est placé en hôpital psychiatrique,,. De véhémentes protestations s'ensuivent immédiatement, dont une vigoureuse lettre ouverte d'Henri Jeanson à Robert Micoud, l'expert près les tribunaux ayant provoqué le placement en asile de Michel Mourre. Une contre-expertise mentale est ordonnée par le juge d'instruction. Effectuée par un collège de professeurs, elle permet la remise en liberté immédiate de Mourre jusqu'au procès à venir,. Micoud répond à Jeanson dans l'édition du 4 mai.
Tout juste un mois après l'évènement, Combat publie dix jours durant, sous le titre La Confession d'un enfant du siècle et la signature de Michel Mourre, le récit détaillé tant sur le plan matériel de la vie quotidienne que sur celui de l'expérience spirituelle de son noviciat au couvent dominicain de Saint-Maximin. Ce document exceptionnel qui peut être considéré comme le brouillon du futur livre Malgré le blasphème qui sortira en librairie chez Julliard début 1951, va être repris partiellement pour sa défense lors du procès appelé devant la 14e chambre correctionnelle le 1er juin 1950 en compagnie de Serge Berna. Le verdict, rendu le 15 juin suivant, condamne pour trouble dans l'exercice d'un culte chacun des deux complices à 2 000 francs d'amende assortie de six jours de prison avec sursis pour Michel Mourre.
Provocation en fin de compte plus efficace que Mourre ne l'avait prévu, le scandale a retenti au cœur même du mouvement lettriste. Cohérente avec les propos d'agitation sur lesquels Isou avait fondé son mouvement en 1945, l'affaire Notre-Dame mettait toutefois à l'épreuve la radicalité d'Isou et de son entourage. L'action a donc accentué dans le mouvement une rupture naissante entre deux blocs qu'on pourrait nommer respectivement « artistique » et « actioniste », rupture qui deux ans plus tard conduira à une scission explicite et à la formation de l'Internationale lettriste. C'est dans le courant de 1952 que les principaux agents de cette scission (Gil J. Wolman, Jean-Louis Brau et Guy Debord) ont joint le mouvement, s'associant plutôt au bloc ultra-lettriste actioniste, et qu'avec Serge Berna ils ont rejeté Isou comme carriériste et formé l'Internationale lettriste (IL). Et c'est cette IL, lancée alors au moment d'une autre intervention scandaleuse dirigée contre Charlie Chaplin, qui entre 1952 et 1957 expérimentera les nouvelles formes d'art et de comportement qui donneront jour à l'Internationale situationniste (IS).
Le « scandale de Notre-Dame », en actualisant l'hérédité révolutionnaire dadaïste, a assuré que le fil conducteur de la tradition avant-gardiste, récemment ravivée après le trauma de la guerre, ne resterait pas dans les bornes de la production d'art, mais qu'il poursuivrait de nouveau le chemin de l'agitation. Bien que son auteur ait peu après abandonné toute attitude révolutionnaire pour se repentir et devenir un bon encyclopédiste et historien reconnu, cette action resta exemplaire pour l'aventure situationniste qui la prolongera. Elle fera même rapidement des émules. En effet, fin mai 1950, un jeune étudiant, Henri de Galard de Béarn, disant avoir assisté au Scandale de Pâques, fut arrêté alors qu'il venait de se procurer 25 kg de plastic pour faire sauter la Tour Eiffel et ainsi « dépasser Michel Mourre ».

### Déclaration de Michel Mourre (rédigée par Serge Berna)
« Aujourd'hui, jour de Pâques en l'Année sainte, 

Ici, dans l'insigne Basilique de Notre-Dame de Paris,

J'accuse l'Église Catholique Universelle du détournement mortel de nos forces vives en faveur d'un ciel vide ;

J'accuse l'Église Catholique d'escroquerie ;

J'accuse l'Église Catholique d'infecter le monde de sa morale mortuaire,

d'être le chancre de l'Occident décomposé.

En vérité je vous le dis : Dieu est mort.

Nous vomissons la fadeur agonisante de vos prières,

car vos prières ont grassement fumé les champs de bataille de notre Europe.

Allez dans le désert tragique et exaltant d'une terre où Dieu est mort

et brassez à nouveau cette terre de vos mains nues,

de vos mains d'orgueil,

de vos mains sans prière.

Aujourd'hui, jour de Pâques en l'Année sainte,

Ici, dans l'insigne Basilique de Notre-Dame de France,

nous clamons la mort du Christ-Dieu pour qu'enfin vive l'Homme. »